# Wybuch dekstryny w Luboniu
Wybuch dekstryny w Luboniu – eksplozja i pożar w budynku Oddziału Produkcji dekstryn należącego do Wielkopolskiego Przedsiębiorstwa Przemysłu Ziemniaczanego w Luboniu, które miały miejsce w nocy z 22 na 23 lutego 1972 (dokładnie o godz. 23:07). Wybuch był największą w skutkach materialnych i ofiarach katastrofą w dziejach Lubonia.

## Przyczyny
Za przyczynę wypadku są uznawane zaniedbania związane z oczyszczaniem linii produkcyjnej dekstryny (choć do końca nigdy tego nie potwierdzono) – według relacji, czyszczenia dokonywano niedbale.
Inną przyczyną miały być warunki pracy i zarządzanie zakładem: stare, mocno wyeksploatowane urządzenia na niedługi czas przed katastrofą zostały zastąpione nowymi, które jednak pracowały w inny, nieznany robotnikom sposób, działały w trybie testowym, miały wiele awarii i wnoszonych poprawek. To z kolei poskutkowało spadkiem tempa produkcji i stało się pretekstem dla kierownictwa zakładu do pozbawienia pracowników premii za styczeń. Pracownicy robili więc wszystko po to, by poprawić wyniki produkcyjne, ignorując niejednokrotnie przepisy bezpieczeństwa i higieny pracy. Sytuacja ta była znana kierownictwu zakładów, które jednak nie reagowało.

## Skutki
Czterokondygnacyjny obiekt oddziału w wyniku eksplozji niemal w całości runął, grzebiąc w gruzach pracowników trzeciej zmiany (uszkodzeniom uległy też budynki przyległe). Fragment jednego z wagonów kolejowych, którymi przewożono materiały służące do produkcji, przeleciał około sto metrów i wbił się w budynek znajdujący się po drugiej stronie ulicy i torowisk kolejowych. Wstrząs odczuwalny był w całym Luboniu. Następstwem wybuchu był pożar, który ogarnął szczątki zawalonego obiektu. Straż pożarna i pogotowie ratunkowe zjawiły się na miejscu już po kilku minutach. Wspomagane były przez robotników z okolicznych zakładów przemysłowych. Na pomoc przybyło także wojsko. Ogółem w wyniku eksplozji i pożaru zginęło szesnaście, siedemnaście lub osiemnaście osób. Na znajdującej się w Luboniu tablicy pamiątkowej poświęconej ofiarom katastrofy znajduje się 17 nazwisk. Dziesięciu ludzi odniosło obrażenia. Dogaszanie pogorzeliska trwało kilka dni. Straty materialne wyceniono na łączną kwotę 28 milionów ówczesnych złotych.

## Następstwa
Mimo tego, że trudno było wskazać bezpośrednich winnych katastrofy, sąd skazał za nieumyślne spowodowanie śmierci:
- dyrektora naczelnego Zakładów Ziemniaczanych – inż. Tadeusza Bęcia (kara 3 lat pozbawienia wolności),
- dyrektora do spraw technicznych – Zdzisława Ostaszewskiego (kara 2 lat pozbawienia wolności),
- kierownika Zakładu Luboń I (kara 2 lat pozbawienia wolności),
- wicedyrektora do spraw technicznych – Konrada Byszewskiego (kara 1 roku i 6 miesięcy pozbawienia wolności)[2].

Zakład odbudowano od podstaw w innym miejscu. Pozostałą w ziemi dekstrynę pozostawiono na miejscu i zasypano ziemią.
22 lutego 1973 roku w miejscu zdarzenia odsłonięto pomnik upamiętniający ofiary katastrofy.

## Ofiary katastrofy
1. Cecylia Brek
2. Jan Brek
3. Stanisław Dzidek
4. Marek Gabler
5. Leonarda Grobelna
6. Wanda Grochowina
7. Eugeniusz Hetman
8. Jan Krzewiński
9. Gertruda Kotecka
10. Zofia Kubiak
11. Henryk Kujawa
12. Janina Kulza
13. Wojciech Markiewicz
14. Jadwiga Mendelska
15. Stanisława Michałowska
16. Roman Ostafin
17. Tadeusz Sikora